# بنجامين أوبيرت
بنجامين أوبيرت (بالفرنسية: Benjamin Aubert)‏ هو لاعب إسكواش فرنسي، ولد في 13 نوفمبر 1997 في أميان في فرنسا.

## وصلات خارجية
- الموقع الرسمي
- بنجامين أوبيرت على موقع الاتحاد الدولي لمحترفي الاسكواش (مؤرشف) (الإنجليزية)
- بنجامين أوبيرت على موقع SquashInfo.com (الإنجليزية)